# Saint-Sulpice-de-Guilleragues
 Saint-Sulpice-de-Guilleragues  es una población y comuna francesa, situada en la región de Aquitania, departamento de Gironda, en el distrito de Langon y cantón de Monségur.

## Demografía
| 263 | 240 | 202 | 219 | 224 | 227 |
| Para los censos de 1962 a 1999 la población legal corresponde a la población sin duplicidades (Fuente: INSEE [Consultar]) |     |     |     |     |     |